# Conseil des prêtres d’Abkhazie
Le Conseil des prêtres d'Abkhazie réunit les sept principaux prêtres de la religion abkhaze, qui sont responsables des sept sanctuaires d'Abkhazie. Le conseil a été officiellement constitué le 3 août 2012. Son président est Zaur Chichba, le prêtre de Dydrypsh, et son secrétaire exécutif Khajarat Khvartskhia.